# Болгараново
Болгараново (болг. Българаново) — село в Болгарии. Находится в Тырговиштской области, входит в общину Омуртаг. Население составляет 218 человек (2022).

## Политическая ситуация
В местном кметстве Болгараново, в состав которого входит Болгараново, должность кмета (старосты) исполняет Мустафа Ахмедов Мехмедов (независимый) по результатам выборов.
Кмет (мэр) общины Омуртаг — Неждет Джевдет Шабан Движение за права и свободы (ДПС)) по результатам выборов.